# 胡安·林多

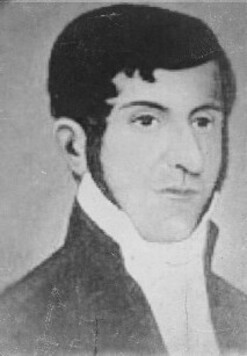
胡安·林多, 萨尔瓦多和洪都拉斯总统

胡安·内波穆塞诺·费尔南德斯·林多-塞拉亚（西班牙語：Juan Nepomuceno Fernández Lindo y Zelaya，1790年5月16日—1857年4月23日）是一个保守的中美洲政治家，萨尔瓦多总统（1841-1842）和洪都拉斯总统（1847-1852)。
林多生于洪都拉斯特古西加尔巴一个地主家庭，他的父亲是犹太人，母亲天主教。他的出生和死亡日期有一些问题，有些资料来源为1770年他出生时，1853年为他的去世。1814年他在危地马拉圣卡洛斯大学获法学学位，成为一名律师。毕业后他为西班牙政权工作。中美洲各国从西班牙独立之后，他是科马亚瓜省的督统（1821年），他是墨西哥帝国阿古斯汀·伊图尔维德吞并中美洲发起人之一，他看好危地马拉。
他于1826年当选为洪都拉斯立法议会议员。他资助保守派的何塞·胡斯托·米利亚击败洪都拉斯国务首席迪奥尼西奥·德·埃雷拉。他代表保守党，1838年10月在议会中提倡洪都拉斯从中美洲联邦共和国分离。
1840年他赴萨尔瓦多，从1840年10月至1841年1月帮助将军弗朗西斯科·马莱斯平（Francisco Malespín）就任国务卿，从1841年1月7日至1841年2月22日他被选为萨尔瓦多临时元首，接替何塞·安东尼奥·卡尼亚斯·金塔尼利亚上校（Antonio José Cañas Quintanilla），从1841年2月22日至1842年2月1日他任制宪议会宣布萨尔瓦多从中美洲联邦独立后的国家过渡期总统。1841年2月16日制宪议会发布政令，设立萨尔瓦多大学。林多下令该国在每个村庄和山谷至少有150名居民的地方要成立学校，他已下令如果不建立学校，地方当局罚款并要求出席。
1842年他回到洪都拉斯，在弗朗西斯科·费雷拉将军拒绝担任总统后，洪都拉斯议会选出林多任宪法总统(从1847年2月12日至1848年2月4日)。在任期间，他成立了洪都拉斯大学(洪都拉斯国立自治大学)，并颁布了新宪法。按照新宪法他当选第二个任期，1852年2月1日结束。在他的洪都拉斯第二任期政府，由林多任命的何塞·桑托斯·瓜迪奥拉将军和费雷拉将军和查韦斯（Don Coronado Chávez），在特古西加尔巴反对国民大会，费利佩·布斯蒂略（Felipe Bustillo）曾从林多接管政府职能，后逃到科潘，林多复职。费雷拉和查韦斯逃到萨尔瓦多，瓜迪奥拉后来起兵反抗林多，但被打败，流亡。
林多与萨尔瓦多总统多多罗特奥·瓦斯康塞洛斯（Doroteo Vasconcelos）签署结盟，向以拉斐尔·卡雷拉为首的危地马拉政府宣战，盟军部队侵入危地马拉领土，但在1851年2月2日被卡雷拉在拉上拉达战役（Battle of La Arada）打败。
林多的第二个任期结束时，何塞·特里尼达德·卡瓦尼亚斯将军接任。林多退出政坛，在伦皮拉省格拉西亚斯市居住，在那死于1857年。
| 前任： 诺韦尔托·拉米雷斯 | 萨尔瓦多总统 1841年—1842年 | 繼任： 何塞·埃斯科拉斯蒂科·马林 |
| 前任： 部长理事会        | 洪都拉斯总统 1847年—1852年 | 繼任： 弗朗西斯科·戈麦斯        |